# Гайнріх Речурі
Гайнріх Речурі (нім. Heinrich Retschury, 5 січня 1887, Відень — 11 червня 1944) — австрійський футболіст, що грав на позиції захисника. По завершенні ігрової кар'єри — тренер і футбольний суддя.
Виступав, зокрема, за клуб «Ферст Вієнна», а також національну збірну Австрії.

## Клубна кар'єра
Дебютував 1906 року виступами за команду клубу «Ферст Вієнна». Грав у команді до 1914 року.

## Виступи за збірну
1908 року дебютував в офіційних матчах у складі національної збірної Австрії. Протягом кар'єри у національній команді провів у формі головної команди країни 6 матчів, у чотирьох з них був капітаном. Був у заявці збірної на Олімпійських іграх 1912 року.

## Кар'єра тренера і судді
Розпочав тренерську кар'єру відразу ж по завершенні кар'єри гравця, 1914 року, очоливши тренерський штаб збірної Австрії. Працював з командою до 1919 року. Вдруге повернувся у збірну у 1937 році. Загалом керував збірною у 10 матчах.
Також з 1913 року був суддею міжнародного рівня. З 1913 до 1932 року обслуговував 31 міжнародний матч футбольних збірних. Зокрема, був арбітром трьох матчів Олімпійських ігор 1924 року.
Помер 11 червня 1944 року на 58-му році життя.